# Club Deportivo Básico Balonmano Ciudad Encantada/Statistik
Dies ist ein Unterartikel zu Club Deportivo Básico Balonmano Ciudad Encantada und enthält Kader und Statistiken zu diesem spanischen Handballverein.

## Spielzeiiten

### 2025/2026
In der Saison 2025/2026 tritt das Team erneut in der 1. Liga an.
Team:
- Tor: Daniel Arguillas Álvarez,[2] Pedro Galla Gaspar Tonicher[3]
- Außen: Sergio Antúnez Reyes, Ignacio „Nacho“ Pizarro,[4] David Notario Conea,[5] Afonso Freire Mendes, Jorge Ureña Ramos[6]
- Rückraum: Santiago Mosquera Mayo, João Guilherme Perbela,[7] Santiago Barceló Garcia,[8] Manuel Vilhena Roque Coelho Lima, Jaime Colmena Gómez,[9] Rajmond Tóth,[10] Federico Pizarro,[11] Guilherme Silva Tavares[12]
- Kreis: Enrico Aldini, Álvaro Martín Noeda[13]
- Trainer: Lidio Jiménez
- Zugänge: Rajmond Tóth (Club Balonmán Cangas),[14] Manuel Vilhena Roque Coelho Lima (Saran HB),[15] Sergio Antúnez Reyes (CBM Córdoba),[16] Daniel Arguillas Álvarez (Bada Huuesca),[17] Enrico Aldini (Raimond Sassari), Jaime Colmena Gómez (Alarcos de Ciudad Real),[18] David Notario Conea (Alarcos de Ciudad Real),[18] Santiago Mosquera Mayo (Villa de Aranda), Afonso Freire Mendes (SC Horta)
- Abgänge: Rudolph Hackbarth (RK Eurofarm Pelister), Alexandro Pozzer (Puerto Sagunt), Daniel Mendes Das Neves (Gyöngyösi KK), Sergi Mach Eijo (Caserío Ciudad Real),[19] Aurélien Tchitombi (?), Héctor Chicano Martínez (?), David Mach Eijo (BM Benidorm), Sergio López García (Caserío Ciudad Real)

### 2024/2025
Die Saison 2024/2025 in der 1. Liga schloss der Verein auf dem 10. Platz ab, 23 Punkte und 893:944 aus zehn Siegen, drei Unentschieden und 17 Niederlagen wurden erreicht.
In der Copa del Rey schied das Team in der 3. Runde gegen La Rioja aus.
Team:
- Tor: David Mach Eijo (28 Spiele, 96 Paraden),[20] Majed Hamza, Pedro Galla Gaspar Tonicher (30 Spiele, 226 Paraden, 3 Tore)[3]
- Außen: Ignacio „Nacho“ Pizarro (29 Spiele, 44 Tore),[4] Sergio López García (30 Spiele, 60 Tore),[21] Jorge Ureña Ramos (30 Spiele, 11 Tore),[6] Rudolph Hackbarth (30 Spiele, 159 Tore)[22]
- Rückraum: Santiago Barceló Garcia (30 Spiele, 98 Tore),[8] Sergi Mach Eijo (16 Spiele, 9 Tore),[23] Héctor Chicano Martínez (24 Spiele, 3 Tore),[24] Aurélien Tchitombi (29 Spiele, 114 Tore)[25] Daniel Mendes Das Neves (27 Spiele, 51 Tore),[26] João Guilherme Perbela (30 Spiele, 107 Tore),[7] Federico Pizarro (30 Spiele, 96 Tore),[11] Guilherme Silva Tavares (30 Spiele, 35 Tore)[12]
- Kreis: Álvaro Martín Noeda (28 Spiele, 38 Tore)[13] Alexandro Pozzer (26 Spiele, 65 Tore)[27]
- Trainer: Lidio Jiménez
- Zugänge: Santiago Barceló (TM Benidorm), Majed Hamza (ÉS Sahel),[28] Pedro Tonicher (Vitoria Setubal Andebol),[29] Jorge Ureña Ramos (EON de Alicante),[30] Joao Guilherme Perbela (Blendio Sinfin),[31] Santiago Mosquera (EON de Alicante)
- Abgänge: Juanjo Fernández (Bathco BM Torrelavega), Diego Vera Chaves (EON de Alicante), Pablo Simonet (Ángel Ximénez Puente Genil), Arnau Fernández (?), Santiago Mosquera (Leihe, BM Villa de Aranda), Marcos Herraiz Lopez (?), David Notario Conea (BM Alarcos), Rubén Río (BM Cangas), Jaime Colmena Gómez (BM Alarcos), Miguel Espinha (RK Vardar)

### 2023/2024
In der 2023/2024 der 1. Liga kam der Verein auf den 13. Platz mit 25 Punkten aus elf Siegen und drei Unentschieden bei 16 Niiederlagen und einem Torverhältnis von 861:902. Die Heimspiele des Vereins in der Liga wurden von durchschnittlich 829 Zuschauern besucht.
Der Verein war für die EHF European League 2023/2024 qualifiziert, schied dort nach der Gruppenphase aus.
Team:
- Tor: Miguel Espinha (30 Spiele, 300 Paraden[34]), Marcos Herraiz Lopez (14 Spiele, 4 Paraden[35]), David Mach (16 Spiele, 36 Paraden[20])
- Außen: Ignacio „Nacho“ Pizarro (29 Spiele, 64 Tore[4]), Arnau Fernández (23 Spiele, 43 Tore[36]), Rudolph Hackbarth (30 Spiele, 140 Tore)[22], Sergio López (30 Spiele, 44 Tore[21]), David Notario Conea (15 Spiele, kein Tor[5])
- Rückraum: Pablo Simonet (29 Spiele, 52 Tore[37]), Daniel Neves (11 Spiele, 35 Tore[26]), Juanjo Fernández (25 Spiele, 20 Tore[38]), Henrique Teixeira (24 Spiele, 36 Tore[39]), Sergi Mach (28 Spiele, 38 Tore[23]), Federico Pizarro (27 Spiele, 148 Tore[11]), Rubén Río (21 Spiele, 50 Tore[40]), Guilherme Tavares (24 Spiele, 20 Tore[12]), Jaime Colmena Gómez (7 Spiele, ein Tor[9]), Aurélien Tchitombi (13 Spiele, 44 Tore[25]), Héctor Chicano Martínez (5 Spiele, kein Tor),[24]
- Kreis: Alexandro Pozzer (26 Spiele, 90 Tore[27]), Diego Vera (29 Spiele, 24 Tore[41]), Álvaro Martín (17 Spiele, 7 Tore[13])
- Trainer: Lidio Jiménez[42]
- Zugänge: Rudolph Hackbarth (Bada Huesca)[43], Rubén Río[44] (JS Cherbourg Manche HB), Miguel Espinha (Cesson Rennes Métropole HB), David Mach (Balonmano Zamora)[45], Sergio López García (HT Tatran Prešov)[46] und Guilherme Tavares (Marítimo Madeira Andebol),[47] Aurélien Tchitombi (Februar 2024),[48] Federico Pizarro (Februar 2024)[49][50], David Notario Conea (2. Mannschaft), Aurélien Tchitombi (ab Februar 2024 AEK Athen)
- Abgänge: Vor der Saison verließen Leo Prantner (HBW Balingen-Weilstetten), Fradj Ben Tekaya[51] (Ángel Ximénez Puente Genil), Carlos Fernández Sanchez[52] (EÓN Alicante), Joaquim Nazaré (Skjern Håndbold), Ante Grbavac (RK Zagreb)[53] und Nacho Moya del Saz (Karriereende) den Verein. Während der Saison ging Federico Pizarro (Januar 2024[54], Al Fahihail Kuwait[55])

### 2022/2023
Die Saison 2022/2023 in der 1. Liga beendete der Verein auf dem 2. Platz mit 42 Punkten aus 19 Siegen und vier Unentschieden bei sieben Niederlagen und miit einem Torverhältnis von 891:841. Der zweite Platz in der Liga war die bis dato beste Platzierung des Vereins. Joaquim Nazaré war bester Torschütze der Liga Asobal 2022/2023, er wurde zudem in das All-Star-Team gewählt. Faruk Yusuf wurde als bester neuer Spieler gewählt. Die Heimspiele in der Liga Asobal wurden von insgesamt 13.199 Zuschauern besucht, das war eine Abnahme von neun Prozent (im Durchschnitt 880 Zuschauer).
In der Copa del Rey schied das Team in der 3. Runde gegen Recoletas Atlético Valladolid aus. In der Copa Asobal verlor man das Halbfinale gegen FC Barcelona.
Der Verein nahm an der EHF European League 2022/2023 teil.
Team:
- Tor: Fraj Ben Tekaya (28 Spiele, 105 Paraden[59]), Ante Grbavac (30 Spiele, 224 Paraden, 4 Tore[60]), Marcos Herraiz Lopez (2 Spiele, 3 Paraden[35])
- Außen: Ignacio „Nacho“ Pizarro (28 Spiele, 41 Tore[4]), Carlos Fernández Sanchez (23 Spiele, 5 Tore[61]), Arnau Fernández (29 Spiele, 48 Tore[36]), Leo Prantner (30 Spiele, 66 Tore[62]), Nacho Moya del Saz (30 Spiele, 79 Tore[63])
- Rückraum: Pablo Simonet (29 Spiele, 99 Tore[37]), Daniel Neves (29 Spiele, 27 Tore[26]), Juanjo Fernández (29 Spiele, 15 Tore[38]), Henrique Teixeira (29 Spiele, 65 Tore[39]), Sergi Mach (30 Spiele, 61 Tore[23]), Federico Pizarro (30 Spiele, 74 Tore[11]), Joaquim Nazaré (30 Spiele, 190 Tore[64])
- Kreis: Álvaro Martín (18 Spiele, 4 Tore[65]), Alex Pozzer (29 Spiele, 85 Tore[27]), Diego Vera (30 Spiele, 28 Tore[41])[66]
- Trainer:
- Zugänge: Juanjo Fernández (Istres Provence HB), Henrique Texeira (CSM Bukarest), Fraj Ben Tekaya (Aigle Sportif de Téboulba), Diego Vera (BM Burgos), Daniel Neves (Club Cisne de Balonmano)
- Abgänge: Thiago Alves Ponciano (US Creteil), Davide Bulzamini (SSV Brixen Handball), Samuel Ibañez (TM Benidorm), Martin Doldan (EON Alicante), Hugo Lopez (Melilla Balonmano)|| Lidio Jiménez

### 2021/2022
Die Saison 2021/2022 der 1. Liga schloss der Verein auf dem 5. Platz ab. Aus 16 Siegen und zwei Unentschieden wurden, bei zwölf Niederlagen, 34 Punkte geholt, das Torverhältnis betrug 888:883. Die Heimspiele in der Liga Asobal wurden von insgesamt 14.600 Zuschauern besucht.
Team:
- Tor: Ante Grbavac (30 Spiele, 241 Paraden, 3 Tore[60]), Marcos Herraiz Lopez (1 Spiel, 3 Paraden, 0 Tore[35])
- Außen: Ignacio „Nacho“ Pizarro (15 Spiele, 19 Tore[4]), Carlos Fernández Sanchez (21 Spiele, 0 Tore[61]), Arnau Fernández (30 Spiele, 96 Tore[36]), Leo Prantner (24 Spiele, 35 Tore[62]), Nacho Moya del Saz (30 Spiele, 89 Tore[63])
- Rückraum: Pablo Simonet (29 Spiele, 62 Tore[37]), Sergi Mach (30 Spiele, 41 Tore[23]), Federico Pizarro (30 Spiele, 93 Tore[11]), Joaquim Nazaré (30 Spiele, 81 Tore),[64] Davide Bulzamini
- Kreis: Álvaro Martín (11 Spiele, 1 Tor[65]), Alex Pozzer (30 Spiele, 68 Tore[27]), …
- Trainer:
- Zugänge: Arnau Fernández (FC Barcelona B), Leo Prantner (Handball Meran), Sergi Mach (BM Alarcos), Joaquim Nazaré (Boa Hora), Alex Pozzer (Puerto Sagunto), Ante Grbavac (HRK Izviđač), Ignacio „Nacho“ Pizarro (San Fernando, ab Januar 2022)
- Abgänge: Ángel Pérez de Inestrosa (BM Los Dolmenes, ab Oktober 2021), Lucas Moscariello (Montpellier HB), Sergio López García (Tatran Prešov), Leonel Maciel (FC Barcelona), Pablo Vainstein (BM Benidorm), Alejandro Taravilla Martínez (BM Puerto Sagunto)

### 2020/2021
Die Spielzeit 2020/2021 in der 1. Liga beendete die Mannschaft auf dem 6. Platz mit 43 Punkten aus 20 Siegen und drei Unentschieden bei elf Niederlagen. Das Torverhältnis betrug 949:927.
Team:
- Tor: Marcos Herraiz Lopez (1 Spiel, 0 Tore[35]), Leonel Maciel, …
- Außen: Carlos Fernández Sanchez (34 Spiele, 13 Tore),[61] Nacho Moya del Saz (34 Spiele, 115 Tore[63]), Sergio López García (33 Spiele, 92 Tore),[21] Pablo Vainstein, …
- Rückraum: Pablo Simonet (30 Spiele, 86 Tore[37]), Federico Pizarro (34 Spiele, 120 Tore[11]), Davide Bulzamini, Ángel Pérez de Inestrosa, …
- Kreis: Álvaro Martín (11 Spiele, 8 Tore[65]), Lucas Moscariello, Alejandro Taravilla Martínez, …
- Trainer: ?
- Zugänge: Nacho Moya del Saz (Quabit Guadalajara), Pablo Simonet (BM Benidorm), Federico Pizarro (UNLu), Álvaro Martín (Karrierebeginn), Davide Bulzamini, Carlos Fernández Sanchez (ULE Ademar León), Ángel Pérez de Inestrosa (BM Alarcos, ab Oktober 2020)
- Abgänge: Natan Suárez (Ademar León), Patrik Lindblad, Bálint Fekete (Dabas KK), Pablo Marrochi (Handball Siena), Santiago Baronetto (BM Villa de Aranda), Manuel Díaz Mata (BM Puente Genil), Kristian Eskeričić (RD Ribnica), Leo Dutra (RK Vardar)